# 金沙江路駅
金沙江路駅（きんさこうろ-えき）は、中華人民共和国上海市普陀区にある、上海軌道交通（地下鉄）の駅。
3号線と4号線と13号線が乗り入れる。宝山路駅から虹橋路駅の区間は、3号線と4号線が線路を共有している。

## 歴史
- 1997年7月 - 駅建設のため、同じ位置にあった滬杭鉄路内環線（中国語版）の線路を撤去[1]。
- 2000年12月26日 - 3号線の駅として開業。
- 2005年12月31日 - 4号線開通に伴い、3号線と4号線の共用駅となる[2]。
- 2011年10月31日 - 13号線の駅との乗換通路を建設するため、1番出口を閉鎖、及び2番出口と3番出口を追加。しかし、案内標識の更新が不十分であったため、閉鎖された1番出口に誤誘導される乗客が多かった[3]。
- 2012年12月30日 - 13号線の駅が開業。

## 駅構造
3・4号線は高架駅。2階がコンコース階、3階がホーム階である。プラットホームは相対式2面2線を有しており、可動式ホーム柵を完備している。ホーム階-改札階の階段はホーム2面の合計で4箇所ある。
13号線は金沙江路の地下に位置する地下駅。ステーションカラーは黄色。地下1階がコンコース階、地下2階がホーム階である。プラットホームは島式1面2線を有しており、フルハイトタイプのホームドアを完備している。プラットホームで駅名が書かれている壁には上海国際博覧会のシンガポール館の写真があしらっている。
3・4号線の駅舎と13号線の地下駅舎は乗換通路で結ばれている。通路のカラーは主に黄色で、徒歩所要時間は約5分。

### のりば

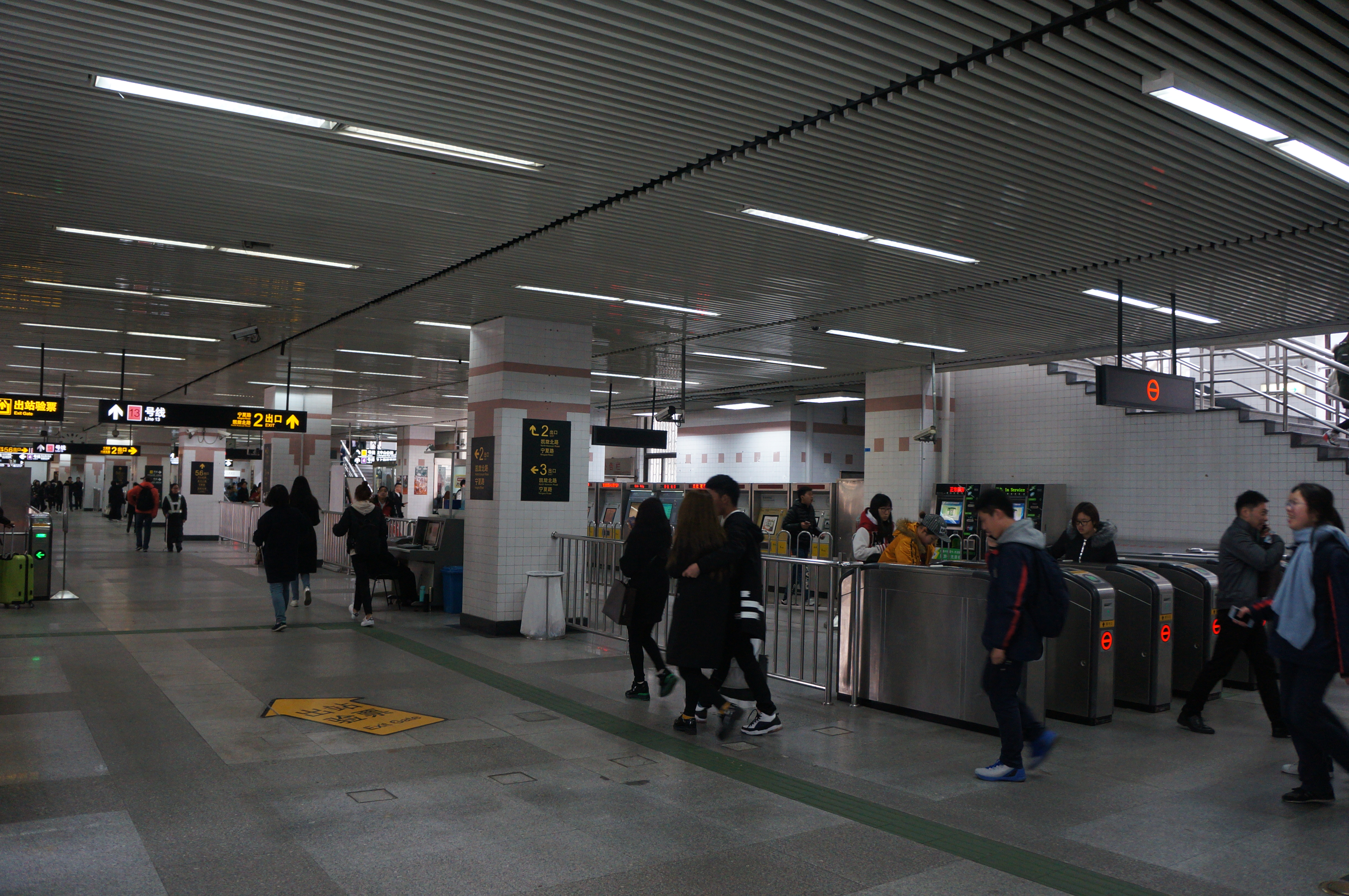
3・4号線コンコース
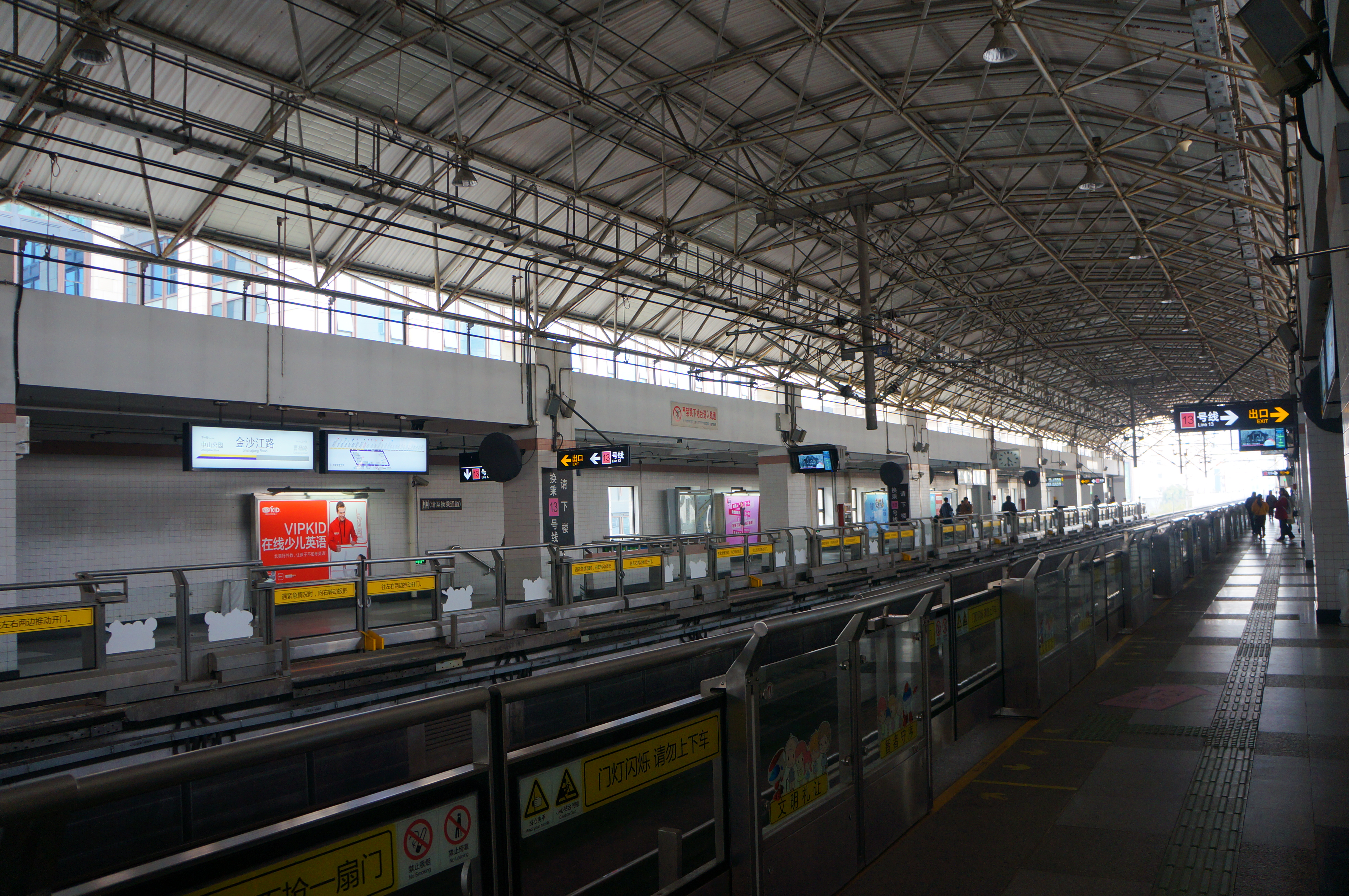
3・4号線ホーム
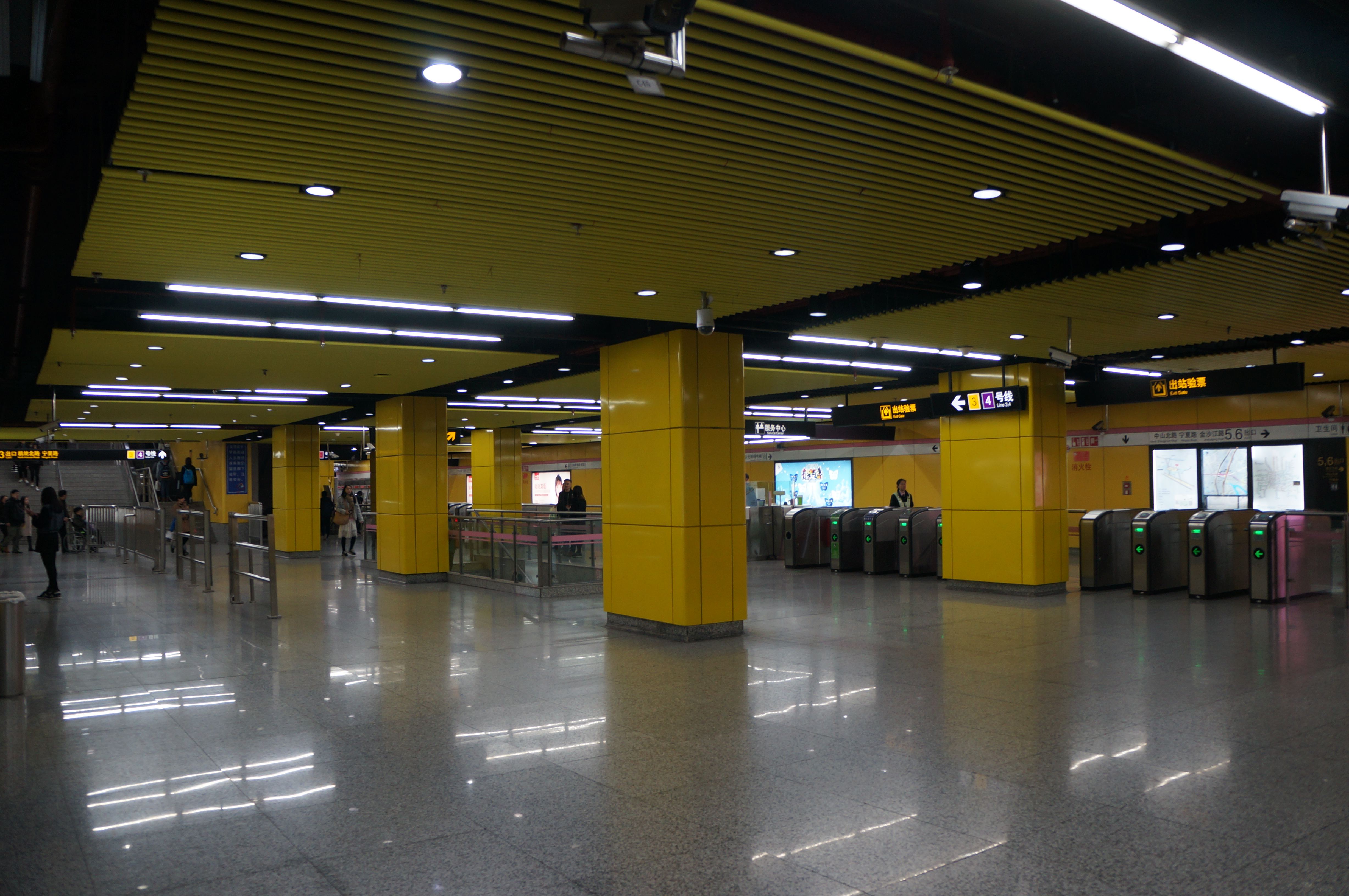
13号線コンコース
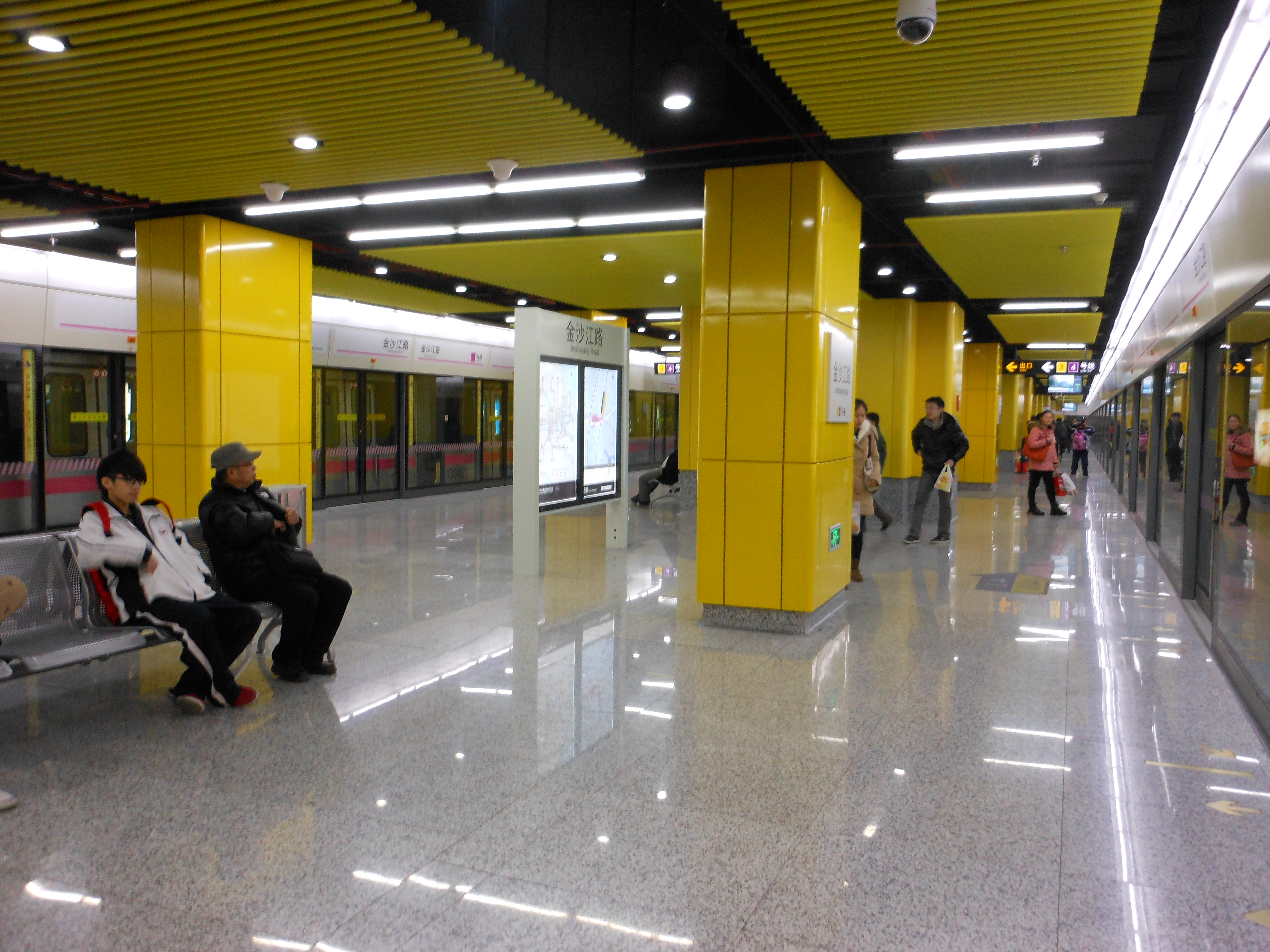
13号線ホーム

※案内上ののりば番号は設定されていない。
| 番線                    | 路線   | 行先                                   | 備考 |
| ----------------------- | ------ | -------------------------------------- | ---- |
|                         |        |                                        |      |
| 3・4号線ホーム（3階）   |        |                                        |      |
| 南方面・外回り          | 3号線  | 中山公園・宜山路・上海南站方面         |      |
| 南方面・外回り          | 4号線  | 中山公園・宜山路・上海体育館方面       |      |
| 北方面・内回り          | 3号線  | 上海火車站・虹口足球場・江楊北路方面   |      |
| 北方面・内回り          | 4号線  | 上海火車站・世紀大道・西蔵南路方面     |      |
| 13号線ホーム（地下2階） |        |                                        |      |
| 西方面                  | 13号線 | 金運路方面                             |      |
| 東方面                  | 13号線 | 南京西路・一大会址・新天地・張江路方面 |      |

- 3・4号線コンコース
- 3・4号線ホーム
- 13号線コンコース
- 13号線ホーム

## 駅周辺
- 華東師範大学
- 月星環球港港
- 伸大厦
- 海棠大厦
- 銀都名庭
- 金沙江小区
- 白玉新村
- 曹楊五村
- 泰富苑
- 中山北路（中国語版）

## バス路線
67、69、136、216、224、309、754、765、829、856、909、947、普蛇社区巴士

## 隣の駅
上海軌道交通
 3号線
中山公園駅 - 金沙江路駅 - 曹楊路駅
 4号線
中山公園駅 - 金沙江路駅 - 曹楊路駅
 13号線
大渡河路駅 - 金沙江路駅 - 隆徳路駅